# Telegramme (vals)
Telegramme, op. 318, är en vals av Johann Strauss den yngre. Den spelades första gången den 12 februari 1867 i Sofienbad-Saal i Wien. 

## Historia
Valsen komponerades till Journalistföreningen "Concordia" och den framfördes första gången på deras karnevalsbal den 12 februari 1867. 

## Om valsen
Speltiden är ca 9 minuter och 31 sekunder plus minus några sekunder beroende på dirigentens musikaliska tolkning.

## Weblänkar
- Telegramme i Naxos-utgåvan.